# Flesh (album)
Flesh è il secondo album in studio del cantautore britannico David Gray, pubblicato nel 1994.

## Tracce
1. What Are You? – 3:30
2. The Light – 4:10
3. Coming Down – 6:15
4. Falling Free – 3:25
5. Made Up My Mind – 3:43
6. Mystery of Love – 5:32
7. Lullaby – 3:40
8. New Horizons – 6:00
9. Love's Old Song – 3:47
10. Flesh – 5:21

Durata totale: 45:23